# The Shift
Pour plus de détails, voir Fiche technique et Distribution.
The Shift est un film italo-belge réalisé par Alessandro Tonda, sorti en 2020. Il est produit et distribué par les sociétés Tarantula et Notorious Pictures. 

## Synopsis
Alors qu'un attentat a lieu dans une école de Schaerbeek à Bruxelles, une équipe d'ambulancier prend en charge une des victimes qui s'avère en réalité être l'un des terroristes .

## Fiche technique
- Titre français : The Shift
- Réalisation : Alessandro Tonda
- Direction artistique : Igor Gabriel
- Costumes : Christophe Pidre et Florence Scholtes
- Photographie : Benoît Dervaux
- Montage : Simone Manetti
- Musique : Mokadelic
- Pays d'origine : Belgique-Italie
- Genre : Thriller
- Dates de sortie : 2020

## Distribution
- Clotilde Hesme : Isabelle
- Adamo Dionisi : Adamo
- Adam Amara : Eden
- Hichem Hermassi : Abdel
- Jan Hammenecker : Thierry Meunier
- Djemel Barek : le père d'Eden
- Mostafa Benkerroum : Youssef